# تقليد (تزوير)
التقليد هو صنع شيء مشابه للأصلي والغرض منه خداع الناس في تقديم سلعة مزيفة وغير حقيقية للبضاعة الأصلية بهدف الكسب السريع بلا عناء، واقترنت كلمات تزوير أو تزييف أو تقليد مع أمور شتى في الحياة مثل تزوير التحرير وتقليد الختم وتزييف النقود، والمجوهرات أو الساعات المزيفة، والملابس بل وحتى في الأدوية.

## النقود
لعل تزييف النقود أحد أصعب أعمال التزييف على الإطلاق لما تتمتع به النقود الورقية من تعقيدات سواء في نوع الورق المستخدم أو صعوبة النقشات التي تتحلى بها العملات النقدية المختلفة بل وحتى طريقة إصدار الأرقام المسلسلة على كل عملة ورقية حيث أن كل عملة ورقية تحتوي على رقم مسلسل فريد يتم الحصول عليه عن طريق عملية حسابية معقدة. فسكّ النقود وطبعها، هو مسؤولية الحكومات الوطنية. وان كانت أغلب الدول تطبع في مطابع دول محددة، ولا سيما الوطن العربي الذي لا يوجد فيه سوى مطبعتين أو ثلاثة، ومع ذلك تطبع بقية الدول في المطابع الاجنبية الأخرى. وقد عُقِدت الاتفاقيات بين الأقطار المختلفة لمعاقبة المزيِّفين لعملة كل دولة منها.

## العقاقير
لعل أخطر أنواع التزييف على البشرية تلك التي يقوم بها مزيفو العقاقير الطبية، وعادة مايكون الدواء المزيف لايتطابق مع المنتج الأصلي من حيث التكوينات وهنا تكمن الخطورة حيث قد يؤدي المنتج إلى مضاعفات صحية أو إلى الوفاة لما يحتويه العقار المزيف من مواد قد تكون ضارة، وتجدر الإشارة ان التزييف طال حتى المواد المخدرة الممنوعة كالكوكاين أو الهيريوين بهدف الربح السريع.

## الماركات العالمية
أمَّا صناعة تقليد البضائع ذات الماركات العالمية ـ بما في ذلك الملابس وأجهزة الحاسوب وقطع غيار السيارات المختلفة ـ فتدعى تزييف العلامات التجارية، وأصبحت تجارة رائجة للربح السريع في مختلف أنحاء العالم وخصوصا في جنوب شرق آسيا وتحديدا في الصين.نما نوع من الخداع والمتمثل في تسمية شركات بأسماء شركات عالمية معروفة بهدف تضليل المستهلك البسيط الذي قد يخفى عليه ذلك.. مثلا (شركة «بينسونيك» الماليزية هي كيان مختلف جدا عن الشركة اليابانية العملاقة «باناسونيك»، أو شركة «هانابيشي» التي تتخذ من شعار «ميتسوبيشي» ذو المثلثات الثلاثة شعارا لها مع بعض التحويرات في شعار الشركة اليابانية العملاقة..), وبداءت مقاومة هذا التقليد من قبل البلدان بموجب اتفاقيات حقوق الملكية وحماية المؤلف مثل اتفاقية باريس وبرلين، وهناك منظمة حماية الملكية الفكرية (الويبو). ويلاقي بعض المنتجين للمادة الأصلية صعوبة في حفظ حقوق ملكيتهم الفكرية. والمننتجات المزيّفة تكون عادة أدنى مستوى من المنتجات الأصلية. يُخدع المستهلكون بهذه المنتجات حين يشترونها وهم يحسبون أنهم إنما يشترون المنتجات الأصلية وحكومات البلدان التي يحدث فيها التزييف غالبًا ما تتخذ الإجراءات الضرورية لتقضي عليه. وفشلها في اتخاذ هذه الإجراءات، قد يدمّر إمكانات نجاحها التجاري.

## أحداث
لاتوجد عملة ورقية سلمت من عمليات تزييف مختلفة ولعل واحدة من أشهر عمليات التزييف النقدي في التاريخ المعاصر تلك التي قام بها الرايخ الثالث ابان الحرب العالمية الثانية حيث دأب على تزييف الجنيه الاسترليني في عملية سرية سميت بـ «عملية بيرنهارد» وتعد تلك العملية من أنجح عمليات تزييف العملة وقد تم إنتاج مايربو على 130 مليون جنيه استرليني منذ 1942 حتى 1945.